# Cima San Cassiano
La Cima San Cassiano (en allemand : Kassianspitze) est une montagne qui s’élève à 2 581 m d’altitude dans les Alpes de Sarntal, en Italie.